# Comuna Vădeni, Soroca
Comuna Vădeni este o comună din raionul Soroca, Republica Moldova. Cuprinde 2 sate: Vădeni (centru de comună) și Dumbrăveni. La recensământul din 2004, comuna înregistra 2.695 locuitori.
Ocupă 44,64 kilometri pătrați într-un perimetru de 28,73 km.

## Demografie
Conform datelor recensământului din anul 2004, populația la nivelul comunei Vădeni constituia 2.695 de oameni, 48,09% fiind bărbați iar 51,91% femei. Compoziția etnică a populația comunei arăta în felul următor: 97,63% - moldoveni/români, 1,19% - ucraineni, 0,93% - ruși, 0,04% - găgăuzi, 0,07% - bulgari, 0,15% - alte etnii. În comuna Vădeni au fost înregistrate 964 de gospodării casnice în anul 2004, mărimea medie a unei gospodării era de 2,8 persoane. La nivelul comunei, gospodăriile casnice erau distribuite, în dependență de numărul de persoane ce le alcătuiesc, asfel: 26,56% - 1 persoană, 21,99% - 2 persoane, 17,95% - 3 persoane, 19,40% - 4 persoane, 9,13% - 5 persoane, 4,98% - 6 și mai multe persoane.

## Administrație și politică
Componența Consiliului local Vădeni (11 consilieri), ales la 5 noiembrie 2023, este următoarea:
|  | Partid                                       | Consilieri | Componență | Componență | Componență | Componență | Componență | Componență | Componență | Componență |
|  | -------------------------------------------- | ---------- | ---------- | ---------- | ---------- | ---------- | ---------- | ---------- | ---------- | ---------- |
|  | Partidul Socialiștilor din Republica Moldova | 8          |            |            |            |            |            |            |            |            |
|  | Partidul Acțiune și Solidaritate             | 2          |            |            |            |            |            |            |            |            |
|  | Platforma Demnitate și Adevăr                | 1          |            |            |            |            |            |            |            |            |